# Franz Hofer (Maler)

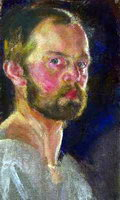
Selbstporträt von Franz Hofer

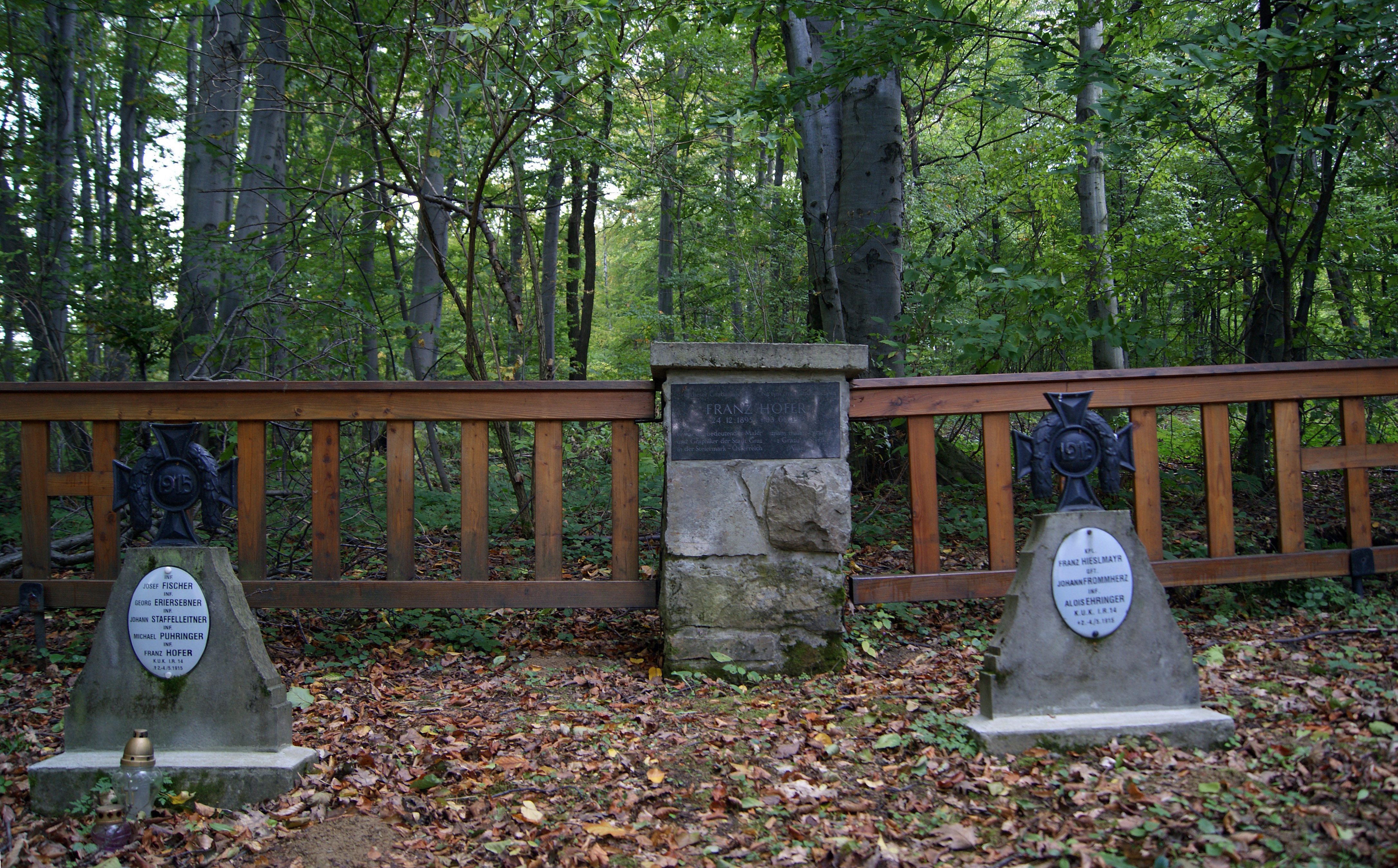
Grab Hofers auf dem Kriegerfriedhof in Lichwin, Powiat Tarnowski

Franz Hofer (* 24. Dezember 1885 in Graz, Österreich-Ungarn; † 3. Mai 1915 bei Gorlice, Österreich-Ungarn) war ein österreichischer Maler und Grafiker.

## Leben
Franz Hofer war der Sohn von armen Müllersleuten. Er erlernte zunächst den Beruf des Lithographen in Graz, ging dann gemeinsam mit seinem Freund und Berufskollegen Fritz Silberbauer nach Dresden, wo beide als Lithographen tätig waren und Gelegenheit hatten, die dortigen Museen und Sammlungen kennenzulernen. Zurück in Graz, studierte Franz Hofer ab 1906 an der Landeskunstschule bei Alfred Schrötter-Kristelli und wechselte 1909 an die Wiener Akademie, wo er zunächst Gasthörer bei Alois Delug und ab dem Folgejahr ordentlicher Student bei Ferdinand Schmutzer war. Dort erlernte er alle Techniken der Druckgrafik und erhielt mehrere akademische Preise. So wurde er 1912 für seine Radierung Der Gang nach Emmaus mit dem Spezialschulpreis ausgezeichnet und erhielt für Die Kreuzabnahme (1914) ein Staatsstipendium. Kurz nach Abschluss seines Studiums meldete er sich als Freiwilliger im Ersten Weltkrieg und starb im Mai 1915 in der Schlacht von Gorlice im damaligen Österreich-Ungarn.

## Wirken
In der kurzen Schaffenszeit, die Franz Hofer gegönnt war, ist eine Vielzahl von Zeichnungen in den verschiedenen Techniken, einige Versuche in Ölmalerei, sowie eine größere Anzahl von Radierungen entstanden. Stilistisch ist sein Œuvre heterogen; es zeigt Einflüsse verschiedener zeitgenössischer und historischer Strömungen. Zur Ausbildung eines eigenen Stiles blieb ihm nicht die Zeit.
Während seiner frühen Grazer Zeit finden sich in seinen Blättern Anklänge an Stilprinzipien des Jugendstils. Später wurde für Hofer vor allem das niederländische Barock als großes Vorbild wichtig, und hier vor allem das Werk Rembrandts. Er bezog sich auch auf die Traditionen des französischen und deutschen Realismus und Impressionismus, sowie auf den österreichischen Stimmungsrealismus.
Einige seiner nach 1909 entstandenen Zeichnungen weisen in der Spontaneität und Lockerheit der Strichführung wie in der Kühnheit der Komposition auf expressionistische Gestaltungsweisen hin. Die Themen Franz Hofers reichen vom Porträt und Genre über die Landschaft und Stadtansicht zur Auseinandersetzung mit biblischen Inhalten.
Im Zentrum seines Interesses standen die Menschen am Rande der Gesellschaft, das Leben, wie er es auf den Märkten, in Wirtshäusern, Zugabteilen, auf Baustellen beobachtete. In mehreren Aufenthalten in der Slowakei hielt er Szenen aus dem dortigen Dorfleben fest.

## Werke (Auszug)
- Selbstbildnis, Neue Galerie Graz
- Südsteirische Landschaft mit Bauernhäusern, Neue Galerie Graz
- Schneelandschaft, Neue Galerie Graz
- Bogengang im Hofe des Krebsenkellers, Neue Galerie Graz
- An der Mur bei Graz, Neue Galerie Graz
- Anbetung der Hirten, 1926, Jahresgabe der Gesellschaft für vervielfältigende Kunst in Wien, Mappe

## Einzelausstellungen
- 1922: Landeskupferstichkabinett, Landesmuseum Joanneum, Graz
- 1948, 2005: Neue Galerie am Landesmuseum Joanneum, Graz
- 2006: Österreichisches Konsulat in Krakau